# Aerenea
Aerenea is een kevergeslacht uit de familie van de boktorren (Cerambycidae). De wetenschappelijke naam van het geslacht werd voor het eerst geldig gepubliceerd in 1857 door Thomson.

## Soorten
Aerenea omvat de volgende soorten:
- Aerenea aglaia Monné, 1980
- Aerenea albilarvata Bates, 1866
- Aerenea alvaradoi Prosen, 1947
- Aerenea annulata Monné, 1980
- Aerenea antennalis Breuning, 1948
- Aerenea apicalis Melzer, 1923
- Aerenea batesi Monné, 1980
- Aerenea bimaculata (Brèthes, 1920)
- Aerenea brunnea Thomson, 1868
- Aerenea ecuadoriensis Breuning, 1947
- Aerenea flavofasciculata Breuning, 1948
- Aerenea flavolineata Melzer, 1923
- Aerenea gibba Martins, Galileo & Limeira-de-Oliveira, 2011
- Aerenea gounellei Monné, 1980
- Aerenea humerolineata Breuning, 1979
- Aerenea impetiginosa Thomson, 1868
- Aerenea occulta Monné, 1980
- Aerenea panamensis Martins & Galileo, 2010
- Aerenea periscelifera Thomson, 1868
- Aerenea posticalis Thomson, 1857
- Aerenea punctatostriata (Breuning, 1948)
- Aerenea quadriplagiata (Boheman, 1859)
- Aerenea robusta Monné, 1980
- Aerenea setifera Thomson, 1868
- Aerenea subcostata Melzer, 1932
- Aerenea subimpetiginosa Breuning, 1948
- Aerenea sulcicollis Melzer, 1932
- Aerenea transversefasciata Breuning, 1974
- Aerenea trigona Pascoe, 1858
- Aerenea tuberculata Monné, 1980